# Henry Aaron Stern

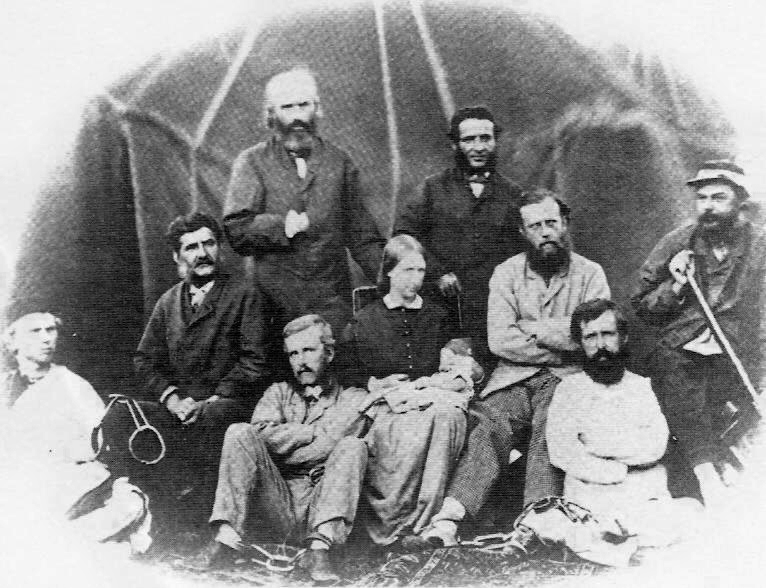
Henry Stern (dritter von links, stehend) und seine Mitgefangenen. Das Photo wurde unmittelbar nach der Befreiung der Gefangenen durch die Napier-Expedition von 1868 aufgenommen.

Henry Aaron Stern, auch Heinrich Aaron Stern (* 11. April 1820, Unterreichenbach bei Gelnhausen; † 13. Mai 1885, Hackney, London) war ein anglikanischer Missionar und Priester jüdischer Herkunft. Nach seiner Bekehrung zum Christentum in London 1840 und seiner Ausbildung bei der Londoner Gesellschaft zur Förderung des Christentums unter den Juden widmete er sich der Missionierung, insbesondere unter jüdischen Gemeinschaften im Nahen Osten und den Falaschen in Äthiopien.
Stern erlangte besondere Bekanntheit durch seine Festnahme und Inhaftierung durch den äthiopischen Kaiser Theodor II. im Jahr 1863, die auf die politischen Spannungen zwischen Großbritannien und Abessinien zurückzuführen war. Während seiner mehrjährigen Gefangenschaft erlitt er schwere Folter. Erst 1868, nach fünf Jahren Gefangenschaft, wurden er und seine Mitgefangenen durch ein britisches Expeditionskorps befreit. Nach seiner Rückkehr nach England arbeitete er bis zu seinem Lebensende als leitender Missionar für seine Gesellschaft. Sein Werk Wanderings Among the Falashas in Abyssinia aus dem Jahr 1862 gilt als eine der wichtigsten Quellen über das Leben der Falaschan, bevor diese sich zum normativen Judentum konvertierten.

## Leben

### Frühe Jahre
Heinrich Stern wurde am 11. April 1820 in dem Dorf Unterreichenbach, in der Nähe von Gelnhausen im Großherzogtum Hessen und bei Rhein als jüngster Sohn der Juden Aaron und Hanna Stern geboren und wuchs in bescheidenen Verhältnissen auf. Als Stern zwölf Jahre alt war, zog seine Familie in die Judengasse von Frankfurt am Main. Sein Vater hegte die Hoffnung, dass sein Sohn Arzt werden würde, doch Heinrich drängte darauf, in den Handel zu gehen. Im Alter von siebzehn Jahren wurde er nach Hamburg gesandt, um eine kaufmännische Ausbildung zu erhalten. Bereits in Hamburg gelangte er in Kontakt mit einem Judenmissionar.
Im Jahr 1839 erhielt Stern ein Angebot für eine kaufmännische Anstellung in London. Bei seiner Ankunft stellte sich jedoch heraus, dass das Unternehmen bankrottgegangen war. Während seines Aufenthalts in London bekannte sich Stern unter dem Einfluss Alexander McCaul zum Christentum und wurde am 15. März 1840 in der Palestine Place Kapelle getauft. Im Anschluss daran wurde er in der Operative Jewish Converts’ Institution zum Drucker ausgebildet und begann 1842 seine theologische Ausbildung am Hebrew College der London Jews’ Society, mit dem Ziel, Judenmissionar zu werden.

### Frühe Missionsarbeit
Stern wurde zum 1844 Missionar der Juden Kleinasiens ernannt und segelte anschließend nach Palästina. Bereits bald nach seiner Ankunft wurde er dort am 11. Juli 1844 vom anglikanischen Bischof von Jerusalem, Michael Salomo Alexander, ebenfalls ein konvertierter Jude, zum Diakon geweiht. Anschließend reiste er weiter nach Bagdad und besuchte die Städte Babylon und Basra. 1847 unternahm er eine Missionsreise durch Persien, bei der er nicht allein vor jüdischen, sondern auch vor muslimischen Zuhörern predigte. Nach seiner Rückkehr nach England wurde er am 23. Dezember 1849 in der Chapel Royal im Pallace of Whitehall zum Priester geweiht.
1850 kehrte Stern nach Bagdad zurück und blieb dort bis 1853. Während dieser Zeit verfasste er sein Werk Dawnings of Light in the East, in dem er biblische, historische und statistische Informationen über seine Missionsreise in Persien, Kurdistan und Mesopotamien zusammentrug. 1853 wurde er zum Leiter der Niederlassung seiner Gesellschaft in Konstantinopel ernannt, wo er drei Jahre lang tätig war. Im Anschluss an den Krimkrieg unternahm er eine Missionsreise zu den Karaim-Juden auf der Krim und später nach San’a und anderen Orten in Arabien. Auf diesen Reisen wurde er von seiner Frau Charlotte Elizabeth, der zweiten Tochter von Charles Henry Purday begleitet, die er am 2. April 1850 geheiratet hatte.

### Missionsarbeit in Äthiopien und Gefangenschaft
Im Jahr 1859 wandte sich Sterns Missionsarbeit den Falaschen, den sogenannten äthiopischen Juden, zu. Tatsächlich handelte es sich bei ihnen nicht um Juden, sondern um Dissidenten, die sich im Zuge politischer und religiöser Umwälzungen der frühsalomonischen Zeit (ab 1270) von der christlichen Orthodoxie losgesagt hatten und keine Verbindung zum Judentum aufwiesen, jedoch von europäischen Reisenden aufgrund ihrer Ablehnung des Neuen Testaments und ihren alttestamentarischen Bräuchen fälschlich als Juden identifiziert wurden obgleich sie selbst sich nicht als solche verstanden und auch von den äthiopischen Christen nicht als Juden im engeren Sinne des Wortes, sondern als Häretiker betrachtet wurden.
Der Kaiser erlaubte Stern, unter den Falaschen zu predigen, jedoch unter der Bedingung, dass der äthiopische Patriarch Abba Salama seine Zustimmung erteilen würde. Dieser stimmte eifrig zu, stellte aber die Forderung, dass die konvertierten Falaschen in die äthiopische Kirche aufgenommen würden, was bei Stern – der große Verachtung für die Äthiopische Kirche hegte – auf innere Ablehnung stieß. Diese Anlehnung schlug sich auch in seinem Werk Wanderings Among the Falashas in Abyssinia (1862) nieder, worin er Kaiser Theodor unter anderem abfällig als „seine schwarze Majestät“ bezeichnete. Diese und andere negativen Äußerungen sollten ihm später noch zum Verhängnis werden.
Stern richtete sein Hauptquartier in Janda ein und missionierte in verschiedene Siedlungen der Falaschen im Nordwesten Äthiopiens. Noch im selben Jahr kehrte er nach Großbritannien zurück, wo er sein bereits in Äthiopien begonnenes Werk über Äthiopien vollendete. Ende 1861 erreichte Stern erneut Äthiopien und setzte seine Missionstätigkeit fort, wobei er vier Äthiopier zu seinen Untergebenen ernannte. Der Einfluss der Missionsaktivitäten auf die Falaschen war enorm und kann kaum überschätzt werden. Obgleich die Zahl der Bekehrten gering blieb, verursachten die Missionare durch die Verbreitung von Bibelübersetzungen in der Landessprache und ihre religiösen Predigten erhebliche Störungen in der sozialen Struktur der Gemeinschaft. Bestehende Spaltungen innerhalb der Falaschen wurden vertieft, und neue Zerwürfnisse entstanden. Insbesondere für die monastische Geistlichkeit erwies sich der missionarische Eingriff als folgenschwer. Bis zur Zeit der jüdischen „Gegenmission“ unter Jacques Faitlovitch zu Beginn des 20. Jh. war jedes Dorf der Falaschen in irgendeiner Weise mit dem Christentum westlicher Missionare in Berührung gekommen.
Sterns Missionsarbeit fiel in eine Zeit wachsender Spannungen zwischen Abessinien und Großbritannien, die 1863 zu seiner Gefangennahme durch Kaiser Theodor II. führten. Im Oktober 1863 wurden Stern nach Gondar beordert und dort zusammen mit seinem Missionsgehilfen, H. Rosenthal von den Kaiserlichen ergriffen, gegeißelt und in Ketten gelegt. Anschließend wurden sie zunächst in Gondar inhaftiert, dann in Assasso, und schließlich, nach Erreichten von Amba Magdala im November 1864 in der dortigen Bergfestung. Dorthin hatte Kaiser Theodor alle Europäer gebracht, derer er habhaft werden konnte, darunter auch den britischen Konsul Charles Duncan Cameron. Während seiner Gefangenschaft war Stern besonders grausamen Folterungen und Demütigungen durch die Schergen des Kaisers ausgesetzt. Diese brutale Behandlung war eine direkte Reaktion auf abfällige Bemerkungen über den Kaiser, die Stern in seinem erst kürzlich veröffentlichten, aber auch in Äthiopien bekanntgewordenen Buch getroffen hatte. In diesem hatte er nicht nur die adelige Herkunft des Kaisers angezweifelt, sondern auch behauptet, dass die Mutter des Kaisers einst mit Kosso, einem traditionellen äthiopischen Mittel gegen Bandwürmer, gehandelt habe, was beim Kaiser größten Zorn ausgelöst hatte. Durch die unablässige Arbeit seiner Ehefrau in England – mit der Stern in brieflichem Kontakt stand – wurde die Gefangennahme und die Folter Sterns der britischen Öffentlichkeit bekannt.
Anfang 1866 schien sich die Lage zwischen Großbritannien und Abessinien zunächst zu lockern. Im Zuge diese Entspannung wurden die Gefangenen Ende Februar von ihren Hand- und Fußfesseln befreit, ihre bevorstehende Freilassung und Abreise wurden verkündet und sie wurden nach Korata verbracht. Doch Kaiser Theodor änderte kurz vor der Übergabe an den britischen Gesandten Hormuzd Rassam seine Meinung, ergriff den Gesandten, stellte die Europäer vor Gericht und ließ die nun vergrößerte Gruppe erneut nach Amba Magdala verbringen, wo sie am 12. Juli eintrafen. Vier Tage später wurden den Gefangenen erneut Fußfesseln angelegt.
Die Gefangennahme von Europäer, die der Kaiser als Druckmittel gegen das Vereinigte Königreich zu gebrauchen suchte, lösten schließlich eine britische Intervention aus, die für den Kaiser in einer persönlichen Tragödie enden sollte. 1867 wurde eine Expedition unter der Führung von Sir Robert Cornelis Napier nach Äthiopien entsandt, mit dem erklärten Ziel, die Gefangenen von Magdala zu befreien. Am 10. April 1868 wurde die äthiopische Armee vernichtend geschlagen, drei Tage später konnte die Expedition Magdala einnehmen, woraufhin Stern und die anderen Gefangenen befreit wurden. Kaiser Theodor entleibte sich, um einer Gefangennahme zu entgehen. Am 17. April wurde Magdala – zur großen Freude Sterns – bis auf die Grundmauern niedergebrannt. Stern kehrte daraufhin umgehend nach England zurück.

### Späte Jahre und Tod
Nach seiner Rückkehr nach Großbritannien im Jahr 1868 veröffentlichte Stern einen Bericht über seine Erfahrungen in Äthiopien unter dem Titel The Captive Missionary. In den darauffolgenden Jahren verlagerte er seine Tätigkeiten zunehmend auf die Missionstätigkeit unter Juden in Großbritannien. Im Januar 1871 wurde er von seiner Missionsgesellschaft zum leitenden Missionar in London ernannt. Er ließ sich in Palestine Place nieder, wo er die Aufsicht über das Wanderers‘ Home übernahm und regelmäßig vor jüdischen Zuhörern predigte, um sie für das Christentum zu gewinnen. Im Jahr 1881 erhielt er vom Erzbischof von Canterbury die Ehrendoktorwürde in Theologie, 1884 wurde er in den Rat seiner Missionsgesellschaft berufen. Stern gründete 1882 die Hebrew Christian Prayer Union of London, die später in der Hebrew Christian Alliance of Great Britain des Carl Schwartz aufging.
Nach dem Tod seiner ersten Frau Charlotte am 1. Januar 1874 heiratete er am 3. März 1883 Rebecca Davis, Tochter von Strangman Davis-Goff and Susan Maxwell Ussher. Stern starb am 13. Mai 1885 in seinem Haus in Hackney, London, und wurde am 18. Mai auf dem Friedhof der Stadt London in Ilford, Essex, beigesetzt.

## Publikationen
Stern hinterließ ein bedeutendes Werke, das seine Missionsreisen und Erfahrungen dokumentiert. Dazu zählt Dawnings of Light in the East: with Biblical, Historical, and Statistical Notices of Persons and Places in Persia, Coordistan, and Mesopotamia (1854), Journal of a Missionary Journey into Arabia Felix (1858), Wanderings among the Falashas in Abyssinia: together with a Description of the Country and its various Inhabitants (1862) – eine der wichtigsten Quellen für das Leben der Falaschen vor ihrer Konversion zum normativen Judentum – sowie The Captive Missionary: being an Account of the Country and People of Abyssinia – Embracing a narrative of King Theodore’s life, and his Treatment of Political and Religious Missions (1868). Eine Anzahl Briefe Sterns wurden in Letters from the Captive Missionaries in Abyssinia (1866) veröffentlicht.